# ЭТЦ-208
ЭТЦ-208 — семейство цепных траншейный экскаваторов, разработанных ВНИИземмашем и производившихся в 1970-х и 1980-х годах производственным объединением «Таллэкс» и (на рубеже десятилетий) Харьковским экскаваторным заводом. Базовой машиной для экскаваторов семейства служил трактор Т-130МГ-1. Семейство включало в себя модели, отрывавшие траншеи шириной 0,6 метра (ЭТЦ-208, ЭТЦ-208А, ЭТЦ-208В), а также узкотраншейные модели (ЭТЦ-208Д, ЭТЦ-208Е). Модельный ряд включал в себя также экскаватор-дреноукладчик ЭТЦ-206. Все машины семейства предназначались для работ на мёрзлых, вечномёрзлых, а также особо прочных грунтах категорий II—IV: для прокладывания коммуникаций, магистральных трубопроводов и для обустройства дренажа в условиях Крайнего Севера. Первые экскаваторы ЭТЦ-208 были выпущены в Харькове в 1977 году. Производство машин семейства ЭТЦ-208 было прекращено в 1990 году. За 1979—1990 годы ПО «Таллэкс» изготовило 2632 экскаватора этого семейства.
Сокращение ЭТЦ означает Экскаватор Траншейный Цепной, в индексе 208 первые две цифры указывают глубину отрываемой траншеи в дециметрах (то есть 2,0 метра), последняя — номер модели.

## История
С конца 1960-х годов для отрывки траншей в мёрзлых грунтах использовались траншейные экскаваторы ЭТЦ-205С, производившиеся Харьковским экскаваторным заводом на базе бульдозера Д-687С. В связи с освоением нефтяных и газовых полей Сибири возникла потребность в более мощной машине, обладающей большей производительностью. В середине 1970-х годов ВНИИземмаш при участии специалистов «Таллэкса» разработал на базе трактора Т-130МГ-1 модельный ряд цепных траншейных экскаваторов высокой производительности, способных отрывать траншеи в особо прочных, мёрзлых и вечномёрзлых грунтах. Базовая модель семейства получила индекс ЭТЦ-208, разработанный конструкторами «Таллэкса» экскаватор-дреноукладчик на её основе получил индекс ЭТЦ-206.
Вследствие нехватки производственных площадей у «Таллэкса» выпуск модели ЭТЦ-208 первоначально был налажен на Харьковском экскаваторном заводе, тем временем в Таллине шло строительство нового монтажного цеха. Первые экземпляры ЭТЦ-208 были изготовлены в Харькове в 1977 году. Харьковский экскаваторный завод был перепрофилирован в 1982 году, после чего выпуск экскаваторов на нём был прекращён.
Первые экскаваторы-дреноукладчики ЭТЦ-206 были выпущены в Таллине в конце 1970-х годов. В 1979 и 1980 году «Таллэкс» изготовил по одной машине. В 1981 году было изготовлено уже 10 экскаваторов ЭТЦ-206. В начале 1980-х годов монтажный цех был готов, и производство машин ускорилось. В 1981 году было изготовлено 10 экземпляров ЭТЦ-206, а также 2 экземпляра ЭТЦ-208 и 20 экземпляров узкотраншейной модификации ЭТЦ-208Д, начался выпуск модели ЭТЦ-208А. В дальнейшем темп производства ещё более возрос: с 1982 года начался выпуск модификации ЭТЦ-208В, с 1983 года — ЭТЦ-208Е. Производство достигло максимума во второй половине 1980-х годов.
Экскаваторы семейства ЭТЦ-208 производились «Таллэксом» до 1990 года включительно (дреноукладчик ЭТЦ-206 был снят с производства в 1987 году, базовая модель серии ЭТЦ-208 была произведена в количестве только 2 экземпляров в 1981 году). В дальнейшем, в связи с разрушением экономических связей при распаде СССР, выпуск машин не вёлся. В следующей таблице указаны годы производства моделей семейства на «Таллэксе» и количество произведённых машин.
| Модель   | Годы выпуска         | Количество экземпляров |
| -------- | -------------------- | ---------------------- |
| ЭТЦ-206  | 1979—1987            | 152                    |
| ЭТЦ-208  | 1981                 | 2                      |
| ЭТЦ-208А | 1981—1988            | 604                    |
| ЭТЦ-208В | 1982—1990            | 1143                   |
| ЭТЦ-208Д | 1981—1990            | 704                    |
| ЭТЦ-208Е | 1983—1989 (или 1990) | 27                     |

## Описание
Цепные траншейные экскаваторы семейства ЭТЦ-208 представляют собой гусеничные самоходные землеройные машины на базе трактора Т-130МГ-1 (для ЭТЦ-206 использована болотоходный вариант Т-130МБГ-1), предназначенные для отрытия траншей прямоугольного сечения глубиной до 2 метров в особо прочных, мёрзлых и вечномёрзлых грунтах. Машина снабжена рабочим органом — навесной рамой с бесконечной цепью, монтируемой сзади на базовый трактор. При работе экскаватор движется вдоль отрываемой траншеи, глубина траншеи регулируется углом опускания рабочего органа. Подъём и опускание рабочего органа и его принудительное заглубление производится с помощью двух гидроцилиндров, штоки которых связаны с рамой рабочего органа. Привод рабочей цепи осуществляется от вала отбора мощности базового трактора через редуктор, который снабжён дисковой фрикционной предохранительной муфтой для защиты трансмиссии от поломок вследствие перегрузок при столкновении с непреодолимым препятствием. Корпус редуктора монтируется к задней плоскости трактора, к нему крепится рабочий орган с механизмом подъёма и скребковый транспортёр. Рабочие скорости экскаватора регулируются бесступенчато с помощью гидромеханического ходоуменьшителя, совмещённого с редуктором. Для защиты от поломок в случае перегрузок ходоуменьшитель защищён предохранительным клапаном. Редуктор обеспечивает две рабочие скорости и реверс рабочей цепи. Транспортные скорости реализуются за счёт коробки передач трактора. Машина оборудуется противовесом, который навешивается спереди на прицепную траверсу и предназначен для лучшего распределения давления гусениц на грунт.

## Особенности отдельных моделей

### ЭТЦ-208, ЭТЦ-208А, ЭТЦ-208В
Модели ЭТЦ-208, ЭТЦ-208А и ЭТЦ-208В отрывают траншею шириной 0,6 метра. Рабочая цепь этих моделей набирается из звеньев гусеничной цепи трактора Т-100М, которые соединяются удлинёнными пальцами. На звеньях располагаются каретки, которые втулками крепятся к пальцам и привинчиваются болтами к звеньям. Каждая каретка имеет по два кармана, в которые установлены резцы и клинья. Резцы предназначены для работы с мёрзлыми и твёрдыми грунтами, они оснащаются твердосплавными пластинками и износостойкими наплавками. При движении цепи резцы прорезают в грунте канавки, грунт между канавками скалывается клиньями и выносится на поверхность. Резцы расположены в специальном порядке, благодаря которому обеспечиваются минимальные энергетические затраты на резание, уменьшаются динамические нагрузки и повышается долговечность цепи. Рама рабочего органа снабжена пятью опорными (снизу) и двумя поддерживающих (сверху) роликами и механизм натяжения цепи. Удаление извлечённого грунта в отвал производится с помощью поперечного скребкового транспортёра, приводимого в действие гидромотором через планетарный редуктор. Положение транспортёра можно изменять в зависимости от направления выгрузки грунта (правого или левого по ходу движения) с помощью лебёдки и блочной системы, при переводе машины в транспортное положение транспортёр складывается.

### ЭТЦ-206
Эскваватор-дреноукладчик ЭТЦ-206 (до начала производства использовался также индекс МЭ-308) предназначен для организации дренажа в зимнее время и для создания закрытых дренажных траншей в мёрзлых грунтах, а также в прочных грунтах вплоть до IV категории. Экскаватор унифицирован с моделью ЭТЦ-208В, отличаясь от него болотоходной модификацией базового трактора (Т-130МБГ-1), имеющей увеличенную площадь гусениц, и наличием дополнительного оборудования для организации дренажа. Экскаватор снабжается трубоукладчиком, шарнирно закреплённым на конце рабочего органа. Опускание трубоукладчика осуществляется с помощью гидроцилиндра. Внутри трубоукладчика расположен бункер для керамических дренажных труб, машина оснащается также бухтодержателем для пластмассовых трубок. Диаметр укладываемых труб до 190 мм. Для выдерживания требуемого угла уклона траншеи экскаватор оборудован электрогидравлической системой, автоматически изменяющей наклон рабочего органа согласно положению копирного троса, натянутого вдоль оси отрываемой траншеи. Положение троса отслеживается датчиком, закреплённым на рабочем органе. Оборудование для укладки дренажа (трубоукладчик, система выдерживания уклона) унифицирована с соответствующим оборудованием экскаваторов-дреноукладчиков ЭТЦ-202А и ЭТЦ-202Б.

### ЭТЦ-208Д и ЭТЦ-208Е
Модели ЭТЦ-208Д и ЭТЦ-208Е являются узкотраншейными экскаваторами и предназначены для организации траншей под магистральные газопроводы. Они оснащаются баровыми рабочими органами с режущей цепью типа «Урал-33» и прорезают в грунте щели шириной 0,14 метра. Цепь состоит из соединённых пальцами кулачков, положение пальцев фиксируется с помощью пружинных колец. В кулачках закрепляются сменные зубья, которые крепятся стопорами. В верхней части рамы рабочего органа расположен зачистной башмак. Транспортёр для удаления грунта отсутствует.

## Основные характеристики
В таблице приведены основные технические характеристики моделей ЭТЦ-206, ЭТЦ-208В и ЭТЦ-208Д.
| Модель                                          | ЭТЦ-206                                   | ЭТЦ-208В                     | ЭТЦ-208Д            |
| ----------------------------------------------- | ----------------------------------------- | ---------------------------- | ------------------- |
| Базовая машина                                  | Т-130МГ-1                                 | Т-130МГ-1                    | Т-130МГ-1           |
| Глубина траншеи, м                              | 2,0                                       | 2,0                          | 2,0                 |
| Ширина траншеи, м                               | 0,6                                       | 0,6                          | 0,14                |
| Двигатель                                       | Д-130                                     | Д-130                        | Д-130               |
| Мощность двигателя, л. с. (кВт)                 | 160 (118)                                 | 160 (118)                    | 160 (118)           |
| Рабочая скорость, м/ч                           | 15—255                                    | 20—530                       | 20—470              |
| Транспортная скорость, км/ч                     | до 5,2                                    | до 5,2                       | до 5,2              |
| Регулирование скорости (рабочей и транспортной) | гидравлическое                            | гидравлическое               | гидравлическое      |
| Тип рабочего органа                             | цепь специальной конструкции              | цепь специальной конструкции | цепь типа «Урал-33» |
| Скорость рабочей цепи, м/с                      | 1,7; 2,4                                  | 1,7; 2,4                     | 1,63; 2,65          |
| Механизм подъёма рабочего органа                | гидравлический                            | гидравлический               | гидравлический      |
| Способ удаления грунта                          | скребковый транспортёр                    | скребковый транспортёр       | -                   |
| Транспортная длина, м                           | 10,00                                     | 9,4                          | 9,4                 |
| Транспортная ширина, м                          | 3,25                                      | 2,80                         | 2,80                |
| Транспортная высота, м                          | 3,07 (по кабине) 4,90 (по трубоукладчику) | 3,40                         | 3,40                |
| Масса, кг                                       | 24 000                                    | 24 200                       | 20 000              |
| Тип движителя                                   | гусеничный                                | гусеничный                   | гусеничный          |
| Давление на грунт, МПа                          |                                           | 0,1                          | 0,083               |

## Награды
В 1984 году экскаватор ЭТЦ-208В получил золотую медаль на международной ярмарке в Брно.